# Andrea Montagner
Andrea Montagner, né le 15 février 2006, est un coureur cycliste italien.

## Biographie
Andrea Montagner est originaire du Frioul. Dans les catégories de jeunes, il est formé à l'ASD Libertas Ceresetto, un club basé à Martignacco. Il intègre ensuite une équipe installée en Vénétie en 2023. Sous ses nouvelles couleurs, il remporte une compétition junior inscrite au calendrier de l'UCI. Il représente par ailleurs son pays aux championnats d'Europe juniors. Avec plusieurs compatriotes, il s'adjuge le titre dans le contre-la-montre en relais. Il se classe également septième de la course en ligne,. 
Lors de la saison 2024, il remporte de nouvelles courses sur le circuit italien. Il se distingue aussi au niveau international en obtenant de bons résultats sur le Saarland Trofeo. Dans cette épreuve de la Coupe des Nations Juniors, il s'impose sur deux étapes et termine septième du classement général.
Grâce à ses performances, il signe un premier contrat professionnel de quatre ans avec la structure VF Group-Bardiani CSF-Faizané, qu'il doit rejoindre en 2025. Comme d'autres jeunes de l'équipe, il bénéficiera d'un programme aménagé, comprenant principalement des épreuves réservées aux espoirs.

## Palmarès
- 2023
  -  Champion d'Europe du contre-la-montre en relais juniors
  - Coppa Dondeo
  - Liberazione Juniors di Roma
  - Gran Premio Maggio Fiaschettano
  - Piva Junior Day
  - Trofeo Costruzioni Elettriche Giulio Moratti
  - 7e du championnat d'Europe sur route juniors
- 2024
  - Gran Premio Sportivi di Badoere
  - Gran Premio Maggio Fiaschettano
  - 1re et 4e étapes du Saarland Trofeo
  - Giro della Valdera :
    - Classement général
    - 2e étape

  - Coppa Pietro Linari
  - Trofeo San Rocco
  - 3e du Tour des Abruzzes Juniors
  - 3e du championnat d'Italie du contre-la-montre par équipes juniors